# Артдиректор
Артдире́ктор, художній керівник — митець, вті́лювач творчих ідей у проєкт. Його робота пов'язана з різними галузями діяльності. У роботі артдиректора застосовуються знання менеджменту, статистики та математики, документознавства, реклами та PR. Артдиректор бере участь у розробці творчих ідей, складає план з організації заходів, контролює процес художнього проєкту, приймає рішення щодо візуальних елементів, які художні стилі використовувати, а також коли використовувати графічний дизайн руху, оформляє необхідну документацію та бере участь у плануванні рекламних кампаній. 
Робота артдиректора охоплює маркетингову, творчу, технологічну та управлінську функції. Артдиректор повинен вміти аналізувати рекламний ринок своєї продукції чи послуги, враховувати технологічний аспект в реалізації планів, пропонувати нові ідеї в реалізацію проєкту, керувати роботою колективу. Артдиректор відповідає за творчу концепцію організації чи виробленого нею продукту, займається розробкою і здійсненням дизайнерських проєктів, бере участь у тендерах, контролює роботу більд-відділів, контактує з рекламними агентствами і т. д. 
Ця професія — творча. Але політ фантазії обмежений жорсткою математикою попиту. Не можна робити усе, що заманеться, потрібно рухатися лише в руслі статистики. І потім, над артдиректором стоїть ціла ієрархія — креативний директор і керівник проєкту, які теж висловлюють свою думку, і з ними треба рахуватися. Тут важлива дипломатичність і вміння слухати, а також відстоювати свої ідеї та не сидіти в стороні під час обговорення майбутнього проєкту.

## У видавництві
У видавництві артдиректор відповідає за те, щоб дизайн журналу чи газети сподобався аудиторії. Артдиректор працює разом з редактором, вибирає сам, або бере участь у створенні необхідних фотографій та зображень. У великих видавництвах в артдиректора є помічники. Артдиректор контролює роботу всієї творчої команди й несе за неї відповідальність.

## У кіно
Посада артдиректора в кіноіндустрії (при виробництві художніх фільмів) аналогічна художнику-постановнику, хоча іноді він виступає в ролі художнього керівника, працює разом з художником-декоратором, художником-гримером, фахівцями зі спецефектів і т. д. Велика частина його обов'язків пов'язана з адміністративними аспектами художнього виробництва. Він ставить завдання перед персоналом і стежить за їх виконанням, а також за бюджетом і графіком робіт, стежить за якістю. По суті, в його обов'язки входить контроль всіх візуальних аспектів фільму (починаючи від костюмів і закінчуючи грандіозними декораціями — тобто виконує безпосередньо обсяг художника-постановника.

## У рекламі
Артдиректор або креативний директор в рекламному агентстві є головою художнього відділу як і у видавничому бізнесі. У сучасній рекламній практиці, артдиректор працює над концепцією телевізійної, друкованої реклами, в інтернеті та будь-яких інших. Зазвичай, артдиректор відповідає за відстежування сучасних тенденцій, аналіз ринку, внесення керівництву пропозицій, підготовку технічного завдання, вибір команди, аналіз результатів завершення рекламних проєктів, звітність. Артдиректор відповідає за якість представлених ідей, він може запропонувати візуальне рішення, цікаве гасло, концепцію, в рамках якої повинен працювати творчий колектив. Копірайтер і дизайнер, як правило, знаходяться в підпорядкуванні у креативного директора. Артдиректор може також займатиметься роботою копірайтерів, дизайнерів, ілюстраторів (це залежить від структури агентства). У маленьких агентствах артдиректор часом виконує роль дизайнера й ілюстратора в одній особі. У великих рекламних агентствах ієрархія може містити в собі: креативного директора або артдиректора, начальника творчої групи (голову відділу дизайну), старшого дизайнера і решту творчого колективу.
Основна задача — зробити яскраву, цікаву рекламу, яка не лише сподобається замовникові, але і запам'ятається кінцевому споживачеві.

## Вимоги
Артфахівець повинен володіти абсолютно певними навичками.
1. Дизайнерські навички. Артдиректорові слід знати все те ж, що і професійному дизайнерові, що працює у сфері виробництва поліграфічної продукції: принципи графічного дизайну, шрифтів, знаків і фірмових стилів, конструкцій тари й пакування, Р. О.S.-матеріалів, журналів, буклетів, основи поліграфічної технології й багато іншого. У будь-якому випадку, на цю посаду не потрапиш без знання базових законів дизайну, без художнього смаку та досвіду.
2. Маркетингові знання. Арткерівник завжди бере участь у розробці рекламних кампаній, маркетингові знання йому просто необхідні.
3. Креативність. Мислення штампами неприпустимо для арткерівника, така його робота: артдиректор повинен пропонувати свіжі ідеї, нестандартні рекламні ходи й художні концепції.
4. Ораторські здібності. Мало розробити цікаву концепцію — треба ще переконати всіх, що саме ця ідея принесе компанії прибуток. Артдиректор просто зобов'язаний бути переконливим і наполегливим. Дуже багато працедавців хочуть, щоб артдиректор добре знав англійську мову, оскільки нерідко цей фахівець бере участь у презентаціях.
5. Менеджерські якості. Коли проєкт арткерівника затверджений, настає час активних дій. Тоді він повинен проявити свої кращі управлінські якості, щоб домогтися від своєї команди кращих результатів. Як правило, саме він представляє компанію для участі у тендерах, пропонує ідеї потенційному клієнтові, проводить зустрічі з метою з'ясування уявлень про замовлення клієнта і його бізнес-цілі[2]

## Обов'язки
Функціональні обов'язки арткерівника виглядають наступним чином:
- Забезпечувати прибутковість підприємства.
- Проводити рекламні акції та компанії, а також нести повну відповідальність за використовувані для цього грошові засоби та матеріальну базу.
- Стежити за постійно мінливих потреб споживачів і вдосконалювати якість продукту відповідно до них.
- Забезпечувати конкурентоспроможність готового продукту.
- Відбирати кадри для творчої команди проєкту.
- Робити кошторису витрат, які знадобляться для реалізації проєкту.
- Шукати підрядників і виконавців. Підписувати з ними договори і угоди.
- Розповсюджувати рекламні матеріали у ЗМІ.
- Стежити за реалізацією проєкту від початку до кінця.
- Аналізувати результати проведеної роботи.
- Стежити за тенденціями розвитку сегмента і пропонувати начальству нові концепції для розвитку проєкту.[2]

## Навчання
Обговорювана професія вимагає від кандидата на посаду абсолютно конкретних професійних навичок, тому освіта у нього має бути вищою. В ідеалі — вище дизайнерське або художнє. Додатково доведеться пройти курси реклами й маркетингу. Чи можливий інший варіант: у кандидата може бути вища освіта у сфері рекламних послуг або маркетингу, але додатково він повинен опанувати дизайнерські навички, наприклад, на прискорених курсах, або навіть здобути додаткову освіту. Як завжди, при влаштуванні на роботу потрібен стаж не менше трьох років. Тому перш ніж стати артдиректором, доведеться три роки пропрацювати звичайним дизайнером, або попрацювати у сфері реклами. Також обов'язково потрібно мати портфоліо. У ньому повинні бути представлені проєкти, які кандидат розробив і довів до логічного завершення.